# Chactopsis curupira
Espèce
Chactopsis curupira est une espèce de scorpions de la famille des Chactidae.

## Distribution
Cette espèce est endémique du Pará au Brésil. Elle se rencontre vers Oriximiná à 180 m d'altitude.

## Description
Le mâle holotype mesure 29,0 mm, les mâles mesurent de 26,70 à 30,86 mm.

## Étymologie
Cette espèce est nommée en référence au Curupira.

## Publication originale
- Ochoa, Rojas-Runjaic, Pinto-da-Rocha & Prendini, 2013 : Systematic revision of the neotropical scorpion genus Chactopsis Kraepelin, 1912 (Chactoidea: Chactidae), with descriptions of two new genera and four new species. Bulletin of the American Museum of Natural History, no 378, p. 1-121 (texte intégral).